# Dolní Hbity

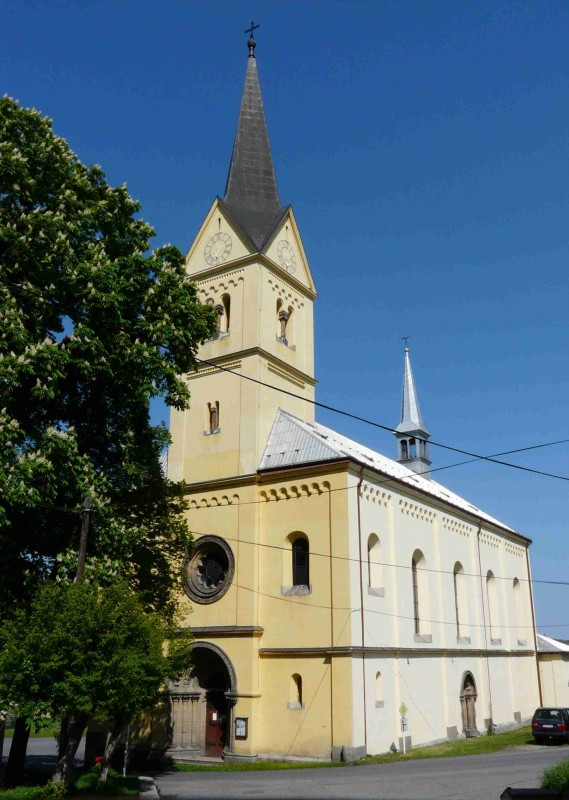
Kirche Johannes des Täufers

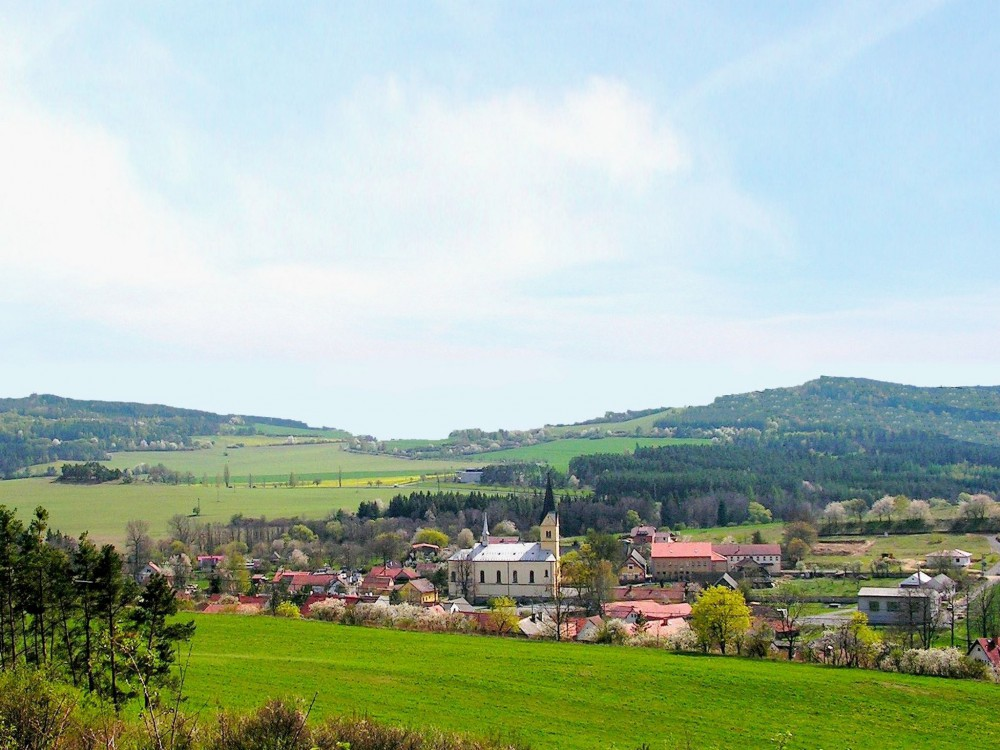
Blick von Norden auf Dolní Hbity

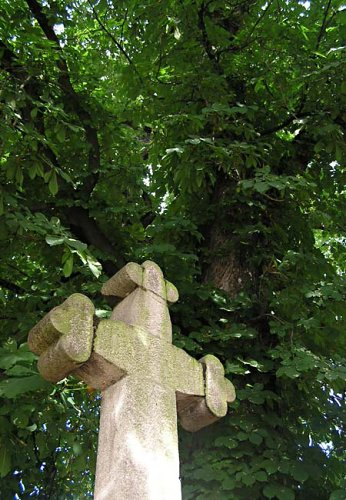
Pestkreuz und Kastanie auf dem ehemaligen Friedhof

Dolní Hbity (deutsch Unter Hbit, auch Unter Chbit bzw. Unter Hbyt) ist eine Gemeinde in Tschechien. Sie liegt zwölf Kilometer südöstlich des Stadtzentrums von Příbram und gehört zum Okres Příbram.

## Geographie
Dolní Hbity liegt am Übergang von der Dobříšská pahorkatina (Dobrischer Hügelland) zur Příbramská pahorkatina (Příbramer Hügelland) im Tal des Baches Jelenecký potok unmittelbar vor dessen Mündung in den Vápenický potok. Nördlich erheben sich die Černé vrchy (485 m n. m.), im Nordosten der Chlum (484 m n. m.) und die Bohatá hora (480 m n. m.), östlich die Chotinská (480 m n. m.) und der Čepel (502 m n. m.), im Süden der Bukovec (562 m n. m.) sowie nordwestlich die Paseky (500 m n. m.). Am nordwestlichen Ortsrand befindet sich der Teich Sázka. Südlich von Dolní Hbity verläuft die Straße II/118 zwischen Příbram und Kamýk nad Vltavou.
Nachbarorte sind Chaloupky, Skalice, Bělohrad und Pánkovka im Norden, Obory und Na Závisti im Nordosten, Smrčí, Luhy und Chvojná im Osten, Kaliště, U Šimánků, Zduchovice, Bukovec und U Plavců im Südosten, Nepřejov und Horní Líšnice im Süden, Brodce, Žlíbky und Horní Hbity im Südwesten, Jablonná im Westen sowie Dubenec und Jelence im Nordwesten.

## Geschichte
Das an der alten Salzstraße von Solenice über Vrškamýk nach Prag gelegene Dorf entstand wahrscheinlich im 12. Jahrhundert. Die erste schriftliche Erwähnung von Tba erfolgte im Jahre 1325, als König Johann von Luxemburg die Kamýker Wälder mit der Jagdgerechtigkeit und den darin befindlichen Dörfern an Hermann von Miličín verkaufte. Später wurde der Ort als Tybity, in hussitischer Zeit als Tbity und danach als Hibitt bezeichnet.
Der Überlieferung nach soll sich König Karl IV. in der Gegend auf einer Jagd verirrt haben und 1368 zum Dank die Kirche des hl. Johannes errichtet und dem Ort den Namen Chybit gegeben haben. Diese Begebenheit ist jedoch nicht urkundlich nachweisbar. Die besondere Verbundenheit Karls IV. mit Dolní Hbity ist jedoch durch die in der böhmischen Geschichte einzigartige persönliche Ernennung von drei Pfarrern während seiner Amtszeit dokumentiert. Es wird angenommen, dass die umliegenden Wälder zu Karls bevorzugten Jagdgebieten gehörten und er für die Pfarrstelle Männer mit außergewöhnlicher Bildung und Kultur auswählte, bei denen er während seiner Aufenthalte auch nächtigte.
Während der Hussitenkriege wurde die Kirche durch die Hussiten niedergebrannt. Im Dreißigjährigen Krieg wurde Dolní Hbity in Brand gesetzt und zerstört. Während des Krieges wurde das Dorf an verschiedene Adlige verkauft und schließlich geteilt. Bis 1714 gehörte das Dorf zum Podbrder Kreis, danach wurde es Teil des Berauner Kreises. Nachdem die Pfarrei lange Zeit erloschen war, wurde 1782 durch den Religionsfonds wieder ein Pfarrer in Dolní Hbity eingesetzt.
Im Jahre 1846 bestand Unter-Hbit bzw. Dolegšj Hbyti aus 35 Häusern mit 217 Einwohnern, darunter eine protestantische Familie. 22 Häuser gehörten zum Gut Smolotel und 13 Häuser zum k.k. Tafelgut Milin. Unter dem Patronat des Religionsfonds standen die Pfarrkirche zum hl. Johannes dem Täufer, die Pfarrei und die Schule. Unter-Hbit war Pfarrort für Ober-Hbit (Horní Hbity), Jablona, Jelenetz (Jelence), Katzin (Káciň), Kalischt (Kaliště), Lischnitz (Líšnice), Luh (Luhy), Nepřegow (Nepřejov), Třti (Třtí), Wapenitz, Wietrow (Větrov) und Smolotel. Bis zur Mitte des 19. Jahrhunderts blieb Unter-Hbit anteilig den Gütern Milin und Smolotel untertänig.
Nach der Aufhebung der Patrimonialherrschaften schlossen sich Dolní Hbyty / Unter Hbyt und Horní Hbyty / Ober Hbyt ab 1850 zur Gemeinde Hbyty / Hbyt im Gerichtsbezirk Příbram zusammen. Ab 1868 gehörte die Gemeinde zum Bezirk Příbram. In den 1870er Jahren erfolgte die Trennung der Gemeinde Hbyty in die selbständigen Gemeinden Dolní Hbyty und Horní Hbyty. Seit Beginn des 20. Jahrhunderts wird Dolní Hbity als Ortsname verwendet. 1932 lebten in Dolní Hbity 225 Personen. Zu Beginn des Jahres 1976 wurden Nepřejov (mit Horní Líšnice und Kaliště)  eingemeindet. Die Eingemeindung von Jelence erfolgte am 1. April 1976, die von Káciň und Luhy (mit Třtí) am 1. Januar 1980. Seit 2009 führt die Gemeinde ein Wappen und Banner.

## Gemeindegliederung
Die Gemeinde Dolní Hbity besteht aus den Ortsteilen Dolní Hbity (Unter Hbit), Horní Líšnice (Ober Lischnitz), Jelence (Jellenetz), Káciň (Katzei, auch Katzin), Kaliště (Kalischt), Luhy (Luh, 1939–45: Luch), Nepřejov (Nepschejow) und Třtí (Trzti, 1939–45: Rohr). Grundsiedlungseinheiten sind Chvojná, Dolní Hbity, Horní Líšnice, Jelence, Káciň, Luhy, Nepřejov und Třtí. Zu Dolní Hbity gehören außerdem die Ansiedlungen Dolní Třtí und Žlíbky sowie die Einschichten Brodce, Horní Třtí, Jalovčí, Lipiny, Podkáciňský Mlýn, Smrčí und U Šimánků.
Das Gemeindegebiet gliedert sich in die Katastralbezirke Dolní Hbity, Jelence, Káciň, Luhy, Nepřejov und Třtí.

## Sehenswürdigkeiten
- Neoromanische Kirche Johannes des Täufers. Der ursprüngliche Bau ist seit 1368 nachweislich, der Überlieferung nach wurde er durch Karl IV. gegründet, der während seiner Amtszeit drei Pfarrer persönlich eingesetzt hatte. Nach der Verwüstung durch die Hussiten wurde die Kirche im Jahre 1597 wiederhergestellt; die Pfarrei erlosch, erst 1782 wurde durch den Religionsfonds wieder ein Pfarrer in Dolní Hbity eingesetzt. Die alte Kirche wurde in den 1860er Jahren wegen Baufälligkeit und Unzulänglichkeit abgerissen. Am 24. April 1875 wurde der nach Entwurf des Architekten Josef Mocker errichtete neue Kirchenbau durch Erzbischof Friedrich zu Schwarzenberg geweiht. Am 26. Januar 1968 schlug ein Blitz in den 36 m hohen Kirchturm, wodurch ein Teil des Daches in Brand geriet und die Orgel sowie Holzdecken beschädigt wurden. Bereits im selben Jahre wurde Turm wiederhergestellt. In den 1990er Jahren wurde die Kirche saniert. Seit 1998 ist sie als Kulturdenkmal geschützt.[8]
- Pestkreuz und Rosskastanie auf dem ehemaligen Friedhof gegenüber der Kirche, der 23 m hohe Baum mit einem Stammumfang von 3,60 m wurde 1981 unter Schutz gestellt.
- Statue des hl. Johannes von Nepomuk. Sie wurde 1903 in Rožmitál pod Třemšínem gefertigt und stand ursprünglich, von einem hölzernen Zaun umgeben, direkt auf dem Dorfplatz von Dolní Hbity. 1942 wurde das Denkmal saniert und auf einen steinernen Sockel gesetzt. Da sich 1969 im Zuge der Regulierung des Jelenecký potok der Standort der Statue erhöhte, wurde ihr Sockel um anderthalb Meter reduziert.
- Gedenkstein für die Gefallenen des Ersten Weltkrieges auf dem Dorfplatz, enthüllt 1936. Zuvor waren 1920 in der Kirche zwei Marmortafeln mit den Namen der Kriegsopfer angebracht
- Naturdenkmal Jablonná - mokřad. Das Sumpfgebiet um einen namenlosen Teich zwischen Jablonná und Dolní Hbity wurde 2011 auf einer Fläche von 13 ha zum Schutz einer Population der Rotbauchunke zum Schutzgebiet erklärt. Außerdem leben dort auch Kammmolche, Teichmolche, Wasserfrösche, Erdkröten und Knoblauchkröten.[9]